# FY Девы
FY Девы (лат. FY Virginis) — одиночная переменная звезда в созвездии Девы на расстоянии приблизительно 6573 световых лет (около 2015 парсек) от Солнца. Звёздная величина диапазона синего (B) звезды — от +17,3m до +15,7m.
Открыта Виталием Петровичем Горанским в 1976 году*.

## Характеристики
FY Девы — жёлто-белая пульсирующая переменная звезда типа BL Геркулеса (CWB) или переменная звезда типа RR Лиры (RRAB) или пульсирующая переменная звезда (BLBOO) спектрального класса F. Эффективная температура — около 6248 K.